# William Goode
William Osborne Goode, född 16 september 1798 i Mecklenburg County i Virginia, död 3 juli 1859 i Mecklenburg County i Virginia, var en amerikansk advokat och politiker (demokrat). Han var ledamot av USA:s representanthus 1841–1843 och på nytt från 1853 fram till sin död.
Goode var ledamot av Virginias delegathus, underhuset i delstatens lagstiftande församling, 1822–1823, 1824–1833, 1839–1841, 1845–1847 och 1852–1853. Som talman fungerade han 1845–1846.
Goode gravsattes på en familjekyrkogård i Mecklenburg County. En kenotaf restes på Congressional Cemetery.